# 테일러 존 스미스
테일러 존 스미스(영어: Taylor John Smith, 1995년 5월 13일 ~ )는 미국의 배우이다.

## 출연 작품

### 영화
- 가질 수 있다면 (2017)
- 헌터 킬러 (2018)
- 아웃포스트 (2020)
- 섀도우 클라우드 (2020)
- 가재가 노래하는 곳 (2022) - 테이트 존스 역

### 텔레비전
- 몸을 긋는 소녀 (2018)